# Râul Idici
Râul Idici este un curs de apă, afluent al râului Cund. 

## Hărți
- Harta județului Mureș